# Drosera cistiflora
Drosera cistiflora ist eine fleischfressende Pflanze aus der Gattung Sonnentau (Drosera). Sie ist in Südafrika heimisch und wurde 1760 von Carl von Linné erstbeschrieben. Neben Drosera capensis war sie die erste beschriebene Sonnentauart der Capensis.

## Beschreibung
Drosera cistiflora sind krautige Pflanzen mit einer Wuchshöhe von 10 bis 40 Zentimetern und ein bis zwei langen, angeschwollenen Wurzeln, dicht mit Wurzelhaaren besetzt. Die bodenständige Rosette fehlt zeitweise, wenn die Pflanzen die langen, unverzweigten und dicht mit Drüsenhaaren besetzten Stängel bilden.
Die Blätter sind nebenblattlos, meist ungestielt und dimorph. Die Blätter der bodennahen Rosette sind schmal umgekehrt-eiförmig, 1,2 bis 2, selten bis 3 Zentimeter lang, am Ansatz keilförmig zugespitzt. Die Blätter am Stängel sind wechselständig angeordnet, linealisch bis linealisch-lanzettlich, 2 bis 4 Zentimeter lang und am Ende zugespitzt.
Der Blütenstand ist endständig, ein- bis mehrblütig, die dünnen Blütenstiele sind bis zu 3 Zentimeter lang. Die Kelchblätter sind verwachsen, die einzelnen Lappen sind bis zu 9 Millimeter lang und spitz. Die Kronblätter sind breit umgekehrt-eiförmig, weiß, pink, gelb, dunkelrot oder lila, am Ansatz dunkelgrün, an der Spitze gekerbt und haben eine Länge von bis zu 2 Zentimetern.
Die kurzen Staubfäden sind dunkelgrün, das Konnektiv rhombisch. Die Griffel sind vom Ansatz an gegabelt, lang, aufwärts gebogen, die Narben fächrig geteilt. Die Kapselfrucht ist gewunden, die Samen eiförmig-elliptisch, braun und winzig, mit wabenförmiger Oberfläche.
Die Chromosomenzahl beträgt 2n = 40 oder 60.

## Verbreitung
Die Art ist in Südafrika heimisch und weitverbreitet von Namaqualand bis Port Elizabeth, sie wächst dort im Fynbos an Hanglagen und Plateaus an sandigen Standorten oder auch als Pionierpflanze auf gestörten Standorten.